# 李故邻
李故邻（？—？），辽东襄平（今辽宁辽阳）人，太师、大司徒、雍州牧、魏国公李弼之孙，使持节、大将军、雍州牧、邢国公李曜的长子，李密的伯父。李故邻在隋朝官至开府仪同三司、大丞相府中郎、新州刺史，袭父爵邢国公。